# Cameron Litvack
Cameron Litvack (Califórnia, 23 de setembro de 1980) é uma produtora e roteirista de televisão estadunidense.